# Edmund Knudsen
Otto Gustav Jacob Christian Thomas Edmund Africanus Knudsen (13. april 1828 i Tripolis – 17. september 1885 i København) var en dansk højesteretsassessor, bror til Arthur Knudsen.
Han var en søn af generalkonsul Peter Knudsen (1793-1865) og Maria født Marini. Han fødtes i Tripolis 13. april 1828, blev privat dimitteret 1843, juridisk kandidat 1853, auditør i Armeen og kancellist ved Generalauditoriatet for Landetaten 1854, assessor i Københavns Kriminal- og Politiret 1863, i Landsover- samt Hof- og Stadsretten 1878, i Højesteret 1880 og døde 17. september 1885 i København, af hvis Borgerrepræsentation han året forinden var blevet medlem. Navnlig som forhørsdommer erhvervede han sig et betydeligt renommé, hvorfor de omfattende undersøgelser i den kendte socialistproces 1872-73 mod Louis Pio, Paul Geleff og Harald Brix blev ham overdraget.
1882 blev Knudsen medlem af Nationalbankens repræsentantskab og fra 1884 medlem af bestyrelsen for Ballettens private Pensionsfond. Han blev 14. december 1868 Ridder af Dannebrog og 3. oktober 1873 Dannebrogsmand.
Han var gift med Betty Elise f. Malling (7. juni 1839 – 5. september 1886), en datter af handelsbogholder Ludvig Theodor Malling og Anna Frederikke f. Newe.